# Veddige kyrka
Veddige kyrka är en kyrkobyggnad i Veddige i Varbergs kommun. Den tillhör sedan 2012 Veddige-Kungsäters församling (tidigare Veddige församling) i Göteborgs stift.

## Historia
En tidigare stenkyrka på platsen var sannolikt från medeltiden.  Den hade 1773 förlängts åt öster och 1792 uppfördes ett stentorn i väster. Det fanns omfattande dekorationsmålningar i taket. Kyrkan blev emellertid för liten. I mitten av 1800-talet rymde den bara en femtedel av församlingsborna. Man hade inte ens plats att sätta upp en donerad orgel. 
Fråga om nybygge av kyrka väcktes första gången 1849 fast utan resultat och därefter 1855 och 1858. I början av 1860-talet förkastades ett förslag om utbyggnad till korskyrka och 1864 fick på begäran en ritning till ett nybygge av Överintendentsämbetet. Den gamla kyrkan skulle rivas och den såldes på auktion 1867 tillsammans med de flesta inventarierna.

## Kyrkobyggnad
Dagens kyrka är uppförd i nygotisk stil 1866-1867 först av byggmästaren Olaus Persson från Bollebygds socken efter ritningar av arkitekt Johan Erik Söderlund. Anbudet hade dock varit för lågt, Persson kom på obestånd och lån fick tas upp för att bygget skulle kunna avslutas. Orgel kunde emellertid anskaffas först 1870 och eftersom målningen först bara var provisorisk, så fick invigningen anstå ända till 1882 då byggnaden var fullt färdig. 
Tornet har en slank, högrest spira. Murarna stöttas av strävpelare och muröppningarna är spetsbågiga. Även interiören har nygotisk prägel. Långhuset avslutas med ett litet femsidigt korparti, som är något lägre och smalare än långhuset. Sakristian ligger öster om koret.  Större renoveringar och restaureringar har genomförts 1909, 1947 och 1996. Klocktornet renoverades 2005. 

## Inventarier

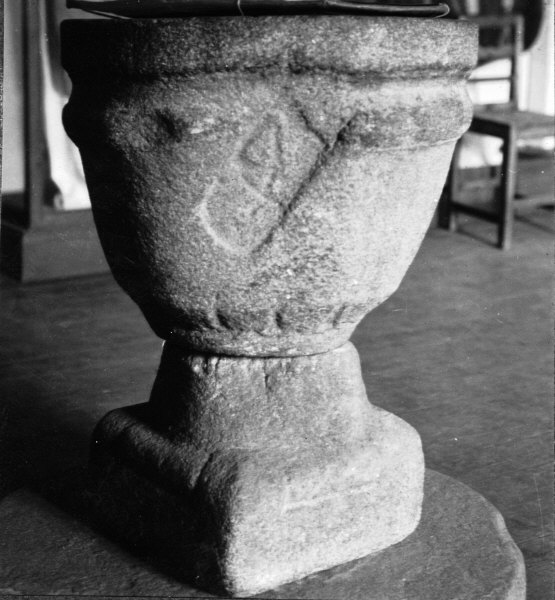
Dopfunten

Inventarierna i den gamla kyrkan såldes i stor utsträckning på auktion. Från den gamla kyrkan härstammar:
- Dopfunten i granit är från 1200-talet som tillhör Fagaredsgruppen. Den är utförd i två delar och 94 cm hög. Cuppan är ovalt rundad med ett kort cylindriskt skaft och har två utsparade band upptill. Foten är fyrsidig och uppåt övergående i rund form. Den har ritsade hörnornament. Den är deponerad vid Varbergs museum.[1]
- Altaruppsatsen är skupterad 1703 och är bevarad från medeltidskyrkan. Den insattes dock först 1909.
- Ett krucifix från 1600-talets förra hälft.
- En basunängel från 1700-talet.

Altarskrank, altarring, predikstol, sidoingångar, läktare samt orgel är bevarade i ursprungligt skick och har endast målats om. De flesta inventarierna ritades av kyrkans arkitekt.

### Klockor
- Storklockan är gjuten 1513. Diameter: 117 cm. Vikt: 1000 kg.
- Lillklockan är omgjuten 1735. Diameter: 90,5 cm. Vikt: 475 kg.

### Orgel
Den första orgeln var byggd 1870 av Erik Adolf Setterquist. År 1972 installerade Tostareds Kyrkorgelfabrik ett nytt mekaniskt verk med 23 stämmor fördelade på två manualer och pedal bakom 1870 års orgelfasad i nygotisk stil, ritad av kyrkans arkitekt.